# أسل بابي
الأسَل البابي (باللاتينية: Juncus valvatus) هو نوع نباتي ينتمي إلى جنس الأسل من الفصيلة الأسلية.

## البيئة والانتشار
موطنه المغرب العربي وإيطاليا والبرتغال.